# Dawn (Amanecer)
Dawn (Amanecer) è un album di Mongo Santamaría, pubblicato dalla Vaya Records nel 1977. Il disco fu registrato al "La Tierra Sound Studios" di New York.

## Tracce
Lato A
1. Happy as a Fat Rat in a Cheese Factory – 2:55 (Richard Clay)
2. Gabrielle – 4:57 (Roger Rosenberg)
3. Jelly Belly – 3:59 (Marty Sheller)
4. That's Good – 3:48 (Bob Porcelli)
5. New One – 5:39 (Roger Rosenberg)

Lato B
1. Amanecer – 4:21 (Joe Gallardo)
2. The Good Doctor (Dedicated to Dr. Allen H. Cashman) – 4:51 (Marty Sheller)
3. Little T. – 4:31 (Bill O'Connell)
4. Manteca – 7:07 (Dizzy Gillespie, Chano Pozo)

## Musicisti
- Mongo Santamaría - congas
- Mongo Santamaría - arrangiamenti (brano: B4)
- Marty Sheller - arrangiamenti (brani: A3, B2 & B4)
- Richard Clay - arrangiamenti (brano: A1)
- Roger Rosenberg - arrangiamenti (brani: A2 & A5)
- Bob Porcelli - arrangiamenti (brano: A4)
- Joe Gallardo - arrangiamenti (brano: B1)
- Bill O'Connell - arrangiamenti (brano: B3)
- Mike DiMartino - tromba
- Roger Rosenberg - sassofono alto, sassofono soprano, sassofono baritono, flauto
- Al Williams - sassofono tenore, sassofono soprano, flauto
- Joe Gallardo - pianoforte (brano: B1)
- John Blair - vitar (brani: A1, A3 & B1)
- Bill O'Connell - pianoforte elettrico, pianoforte, sintetizzatore
- Lee Smith - basso
- Steve Berrios - timbales, güiro, percussioni
- "Peachy" (Greg Jarman) - bongos, cowbell, shekere
- Julito Collazo - bass drums, batá drum, guiro
- Adalberto Santiago - voce (brano: B1)
- Ruben Blades - voce (brano: B1)